# Alison
Alison — пісня Елвіса Костелло, випущена 1977 року. Була випущена в альбомі My Aim Is True, а пізніше — як сингл.
Потрапила до списку 500 найкращих пісень усіх часів за версією журналу Rolling Stone.
Лінда Ронстадт, яка виконала кавер-версію цієї пісні в 1979 році, мала помірний успіх